# Dove (cràter)
Dove és un petit cràter d'impacte que es troba a les escarpades terres altes de la part sud-est de la Lluna. Es troba al nord del prominent cràter Pitiscus.
Es tracta d'un cràter molt desgastat i erosionat, amb una vora que se superposa a diversos cràters petits. En particular, el cràter satèl·lit Dove C presenta un trencament en el costat sud-oest i el buit uneix les dues formacions. La vora meridional ha estat afectat per múltiples impactes petits que formen un grup compacte de marques que travessen el brocal. També es localitzen diversos cràters petits al llarg de la vora nord. Dove té una petita plataforma interior que és relativament plana i marcada únicament per alguns petits cràters.

## Cràters satèl·lit
Per convenció aquests elements són identificats en els mapes lunars posant la lletra en el costat del punt mitjà del cràter que està més prop de Dove.
|      | \| Dove \| Coordenades \| Diàmetre \| \| ---- \| ------------------------------------ \| -------- \| \| A \| 46° 54′ S, 33° 30′ E / 46.9°S,33.5°E \| 13 km \| \| B \| 47° 06′ S, 33° 06′ E / 47.1°S,33.1°E \| 19 km \| \| C \| 47° 00′ S, 30° 48′ E / 47.0°S,30.8°E \| 19 km \| \| Z \| 44° 30′ S, 29° 12′ E / 44.5°S,29.2°E \| 8 km \| |          |
| Dove | Coordenades | Diàmetre |
| A    | 46° 54′ S, 33° 30′ E / 46.9°S,33.5°E | 13 km    |
| B    | 47° 06′ S, 33° 06′ E / 47.1°S,33.1°E | 19 km    |
| C    | 47° 00′ S, 30° 48′ E / 47.0°S,30.8°E | 19 km    |
| Z    | 44° 30′ S, 29° 12′ E / 44.5°S,29.2°E | 8 km     |